# Luigi Guida
Luigi Giovanni Guida (Vico Equense, 8 marzo 1883 – Vico Equense, 15 dicembre 1951) è stato un compositore, pianista, organista e direttore d'orchestra italiano.

## Biografia
Luigi Giovanni Guida nacque l'8 marzo 1883 a Massaquano, frazione di Vico Equense (NA), da Vincenzo, commerciante, e Orsola Imperato. Primo di cinque fratelli, intraprese gli studi letterari sotto la guida di don Gaetano Guida, lontano parente e parroco della parrocchia di Massaquano che, ormai anziano, dedicava il suo tempo libero all'istruzione dei giovani più poveri che non potevano permettersela. Incoraggiato da don Gaetano, a dodici anni Luigi entrò nel seminario arcivescovile di Sorrento, frequentando il liceo classico e mostrando particolare attitudine verso la musica. L'arcivescovo mons. Giuseppe Giustiniani apprezzò subito le capacità musicali di Luigi e, alla morte di don Gaetano, fu lui a finanziarne gli studi, chiedendogli in cambio di eseguire buona musica nella cattedrale di Sorrento. Il maestro professò i voti sacerdotali nel 1908 e inaugurò una lunga carriera di insegnante per conto dei padri gesuiti, prima a Vico Equense e poi all'Istituto Pontano alla Conocchia di Napoli, attività che svolse per oltre 40 anni.
Il trasferimento a Napoli permise a Luigi di coltivare il proprio talento compositivo, diplomandosi col massimo dei voti e la lode in Composizione presso il Conservatorio di San Pietro a Majella (1913). Completò la sua formazione conseguendo l'abilitazione al canto corale (1915) e i diplomi in Pianoforte (1918) e Organo (1920). Luigi frequentò il Liceo Musicale di Napoli, la scuola fondata da Sigismondo Cesi ed Ernesto Marciano, tra l'altro curatori della celebre Antologia pianistica. Luigi fu allievo di Antonio Savasta, alfiere della musica da camera e strumentale, maestro tra l'altro del celebre direttore d'orchestra Ottavio Ziino.
L'attività compositiva di Guida fu interamente dedicata all’Istituto Pontano, come egli stesso ebbe a dichiarare in una lettera del 1951 indirizzata ai Gesuiti: «Sono stato per quarant'anni maestro di cappella, di canto, di composizione e direttore di esecuzioni (…) Gli Oratori da me composti esclusivamente per il collegio sono stati moltissimi, senza contare tutte le accademie fatte quasi ogni anno, tutte le rappresentazioni teatrali ed altre funzioni di vero interesse del Collegio (…)».
Nel 1922 la casa editrice Fratelli de Martino di Napoli pubblicò il suo primo volume di Canzoni intitolato Mystica - Canzoni alla Vergine e Inni al Sacro Cuore, più volte ristampato (1929, 1940 e 1953) e nel 1932 diede alle stampe Mystica - Parte seconda – Mottetti. Negli ultimi anni della sua vita il maestro si ritirò a Massaquano, dove la morte lo colse il 15 dicembre 1951. È sepolto nell'antica cattedrale della Santissima Annunziata di Vico Equense.

## Caratteristiche musicali
La genealogia didattica di Antonio Savasta risale fino a Francesco Durante – e quindi al nucleo più potente della scuola storica – attraverso maestri del calibro di Nicola D'Arienzo e Vincenzo Fioravanti, fino a Giuseppe Jannacconi. In particolare quest'ultimo rappresenta l'estremo anello di congiunzione tra la scuola romana e quella napoletana. Fu responsabile della Cappella Giulia succedendo a Nicola Antonio Zingarelli, a sua volta allievo di Fedele Fenaroli e associato con Giovanni Paisiello alla direzione del Real Collegio di Musica, poi Conservatorio di San Pietro a Majella di Napoli. Florido autore di musica sacra e frequentemente citato da Baini nelle Memorie storico-critiche su Palestrina, Jannacconi fu anche allievo, con Muzio Clementi, di Gaetano Carpani, e maestro a sua volta del noto presbitero, trascrittore e collezionista di musica Fortunato Santini. Esiste un'altra linea genealogica che connette Guida alla scuola napoletana del Settecento, attraverso la mediazione di Giuseppe Cotrufo (suo maestro di organo), che fu allievo degli organisti Filippo Capocci e Remigio Renzi, entrambi discepoli del padre di Filippo, Gaetano Capocci. Quest'ultimo seguì le sezioni dell'organista Sante Pascoli e del compositore Valentino Fioravanti, che a sua volta fu allievo del già citato Jannacconi e di prestigiosi maestri di scuola napoletana, quali Giacomo Tritto, Giacomo Insanguine e Fedele Fenaroli. È utile sottolineare come il riscatto della musica sacra in Italia sia cominciato silenziosamente attraverso l'attività di organisti e didatti di ambito napoletano e romano, che hanno influito anche sulla formazione di uomini di cultura di prim'ordine: per esempio, Angelo De Santi, uno dei massimi promotori della rinascita della musica sacra in Italia all'epoca di Pio X, nonché fondatore della Scuola Superiore di Musica Sacra, poi Pontificio Istituto di Musica Sacra, fu allievo di Gaetano Capocci, e quindi strettamente legato alla tradizione didattica napoletana. Questa digressione restituisce al lettore una fitta trama di notizie che palesa la ricchezza dell'eredità didattica consegnata al giovane Guida dalla tradizione. Fondamentale, comunque, fu l'esperienza diretta a contatto con i grandi musicisti della Giovane Scuola di ambito napoletano, nonché l'influenza di Pietro Mascagni, Giacomo Puccini, Lorenzo Perosi.
L'espressione musicale di Luigi Guida si colloca a pieno titolo nel Movimento Ceciliano, che dopo il lungo silenzio della musica sacra nell'Ottocento, dovuto anche alla radicale chiusura della Chiesa nei confronti delle novità, volle rilanciare il rapporto tra liturgia e musica cercando un compromesso con le esigenze espressive contemporanee e accogliendo l'influenza della musica antica e della sua forza spirituale. In quanto sacerdote e rampollo della scuola napoletana, don Luigi fu in grado di elaborare una sintesi vivacissima tra le due istanze che l'Ottocento cattolico aveva fondamentalmente tenuto distanti, la devozione religiosa e l'espressione musicale: la prima solidamente ancorata alla tradizione, la seconda governata dalla vena melodica di impianto cameristico-operistico e corredata da una ricerca armonica orientata al recupero della tavolozza espressiva dei modi antichi.
Ciò che contraddistingue la musica di Guida è dunque il suo carattere regionale che, se per un verso sembra limitarne la fortuna all'interno di un circuito ristretto, quello degli autori cosiddetti 'minori' della Scuola napoletana, dall'altro invece ne esalta la peculiarità, l'originale legame con le proprie radici, la famiglia, la comunità locale, la terra e il mare, per cui la sintesi operata dal movimento ceciliano in Guida si arricchisce di note di colore tipicamente meridionali. Guida fu a contatto con gli autori della Giovane Scuola di ambito napoletano, Francesco Cilea e Ruggero Leoncavallo, e fu fervido studioso di Mascagni e Puccini: nel fondo dei Gesuiti si sono rinvenute trascrizioni ed orchestrazioni di Cavalleria Rusticana, Tosca, Inno a Roma. Tali influenze sono indiscutibili, e si deve pure ammettere che la sobrietà mutuata dagli studi religiosi ha permesso a Guida di calibrare con sapienza le spigolature espressionistiche – a tratti ruspanti – di un certo verismo, in funzione di un maggiore equilibrio tra forma e forza espressiva, sulla scìa di altri compositori dell'epoca, pionieri di un Novecento classicista, quali Riccardo Zandonai, Ottorino Respighi, Alfredo Casella. E tutto questo senza rinunciare alla vena napoletana, quel colore inconfondibile che caratterizza le celebrate canzoni del tempo e particolarmente evidente nelle composizioni da camera del maestro. A tal proposito si segnala un nutrito gruppo di scene liriche per voce e pianoforte, cui si accostano a pieno titolo le liriche da camera – tra le quali è opportuno ricordare Mistica (da non confondere col titolo delle raccolte), che attesta la frequentazione della poesia di Ada Negri, allineando Guida alla sensibilità di Respighi – e persino alcuni mottetti – Dell'aurora tu sorgi più bella ne è l'emblema – divenuti popolari tra i devoti e che hanno il sapore della melodia napoletana. In Guida l'influsso della modalità, che ha orientato una fetta significativa della musica del Novecento, assurge a livelli di straordinaria originalità proprio per la caratterizzazione regionale, partenopea, che intende richiamarsi addirittura ai modi greci. Guida accoglie pienamente le suggestioni della sua epoca, caratterizzata da una fascinosa attrazione per il mondo esotico e mediterraneo (si pensi alle Cinq Mélodies populaires grecques di Maurice Ravel) e da espliciti riferimenti al mondo classico (per limitarci al contesto nazionale, si possono citare le Due liriche di Saffo di Goffredo Petrassi o i Cinque Frammenti di Saffo di Luigi Dallapiccola). Nei suoi Canti greci Guida sperimenta questa prospettiva in un'elaborazione cameristica per voce, arpa e oboe, che nella strumentazione chiama nuovamente cetra e aulós di arcana memoria. In Guida l'influsso della modalità, che ha orientato una fetta significativa della musica del Novecento, assurge a livelli di straordinaria originalità proprio per la caratterizzazione regionale, partenopea, che intende richiamarsi addirittura ai modi greci. Nei manoscritti è esplicitato il ricorso ai modi greci, come il frigio nell'Inno ad Apollo, e la strategia compositiva – come si evince dall'Inno a Nemesi – si avvale di una preliminare indagine sulle possibilità melodiche del modo, per poi procedere, a partire dal materiale abbozzato per iscritto, alla costruzione di un originale accompagnamento strumentale che contrappunta una linea melodica ispirata alla consueta semplicità del maestro: un sapiente esperimento che si colloca tra ricerca estetica contemporanea e primato tradizionale della melodia. Guida ha saputo tessere gli influssi culturali più disparati in una trama artistica fedele alla propria visione della vita, e in tale prospettiva l'esperienza della condivisione coi giovani e l'insegnamento hanno rappresentato un campo privilegiato: buona parte delle composizioni del maestro, comprendente inni, mottetti, liriche, cantate, salmi e oratori, fu destinata ai suoi alunni dell'Istituto Pontano di Napoli, talora affiancati da professionisti, come si evince dalla distribuzione delle indicazioni vocali e delle tessiture in partitura. Guida concepì buona parte della sua musica per organici orchestrali e sembra che provvedesse direttamente alla concertazione del coro e alla direzione dell'intero organico, come testimoniano i libretti di sala a noi pervenuti. Nei manoscritti è spesso indicato il numero dei cantori, con dieci elementi per sezione e un organico di cinquanta bambini, il che fa immaginare quanto sia stata determinante l'attività di preparatore vocale per il maestro, che con grande sensibilità spesso adattava la tonalità dei brani alle esigenze dei cantori e dei professionisti di volta in volta chiamati a collaborare, per cui dalle fonti risultano disparate versioni di una medesima composizione. Nel corso della ricerca sui manoscritti si è attestato peraltro che nel gruppo strumentale, che poteva variare a seconda delle occasioni e dell'effettiva disponibilità degli esecutori, il pianoforte o l'armonium ricoprivano un ruolo indispensabile per il sostegno dell'intonazione vocale e la saturazione dell'effetto di ripieno orchestrale, alla maniera dell'antico basso continuo: certamente questa abitudine richiama la prassi contemporanea di inserire le tastiere in orchestra. Le parti pianistiche risultano talvolta elementari, il che si deve alla loro funzione di supporto dell'armonia delle voci nell'ambito della più complessa trama orchestrale, mentre diversi elementi nella scrittura dell'accompagnamento, nelle versioni semplificate per solo strumento a tastiera, fanno pensare alla prassi della trascrizione dall'orchestra, come nei frequenti tremoli. L'osmosi tra le versioni strumentali e le trasposizioni su tastiera testimonia quanto vivida fosse la tradizione del canto liturgico e come la devozione popolare facilmente riuscisse a transitare nell'economia della musica colta. Nulla di nuovo sotto il sole: con Guida si ripete quanto è accaduto a Napoli sin dal Cinquecento. Teatro, chiesa, piazza e mercato sono da sempre l'unico grande palcoscenico di una cultura che non ha mai cessato di vivere. E questa vita si respira ancora nel percorso di ricerca su Guida, che è tutt'altro che compiuto.

## Composizioni
Per lunghi anni la familiarità del pubblico con la figura di Luigi Guida è stata limitata ad angusti contesti liturgici. Mentre il Maestro era ancora in vita le due raccolte dei Mystica godevano di una discreta notorietà e brani come Aurora, impiegata da Fellini nel film La dolce vita e nella Fictio di Rai uno La Bambina che non voleva cantare, e O Jesu mi dulcissime – quest'ultimo più volte inciso da Pavarotti – sono entrati a far parte del repertorio liturgico condiviso, a costo di una progressiva deturpazione del profilo musicale originario e di un radicale fraintendimento della produzione di Guida, che risulta ben più articolata e complessa di quanto possa sembrare. Queste considerazioni sono venute alla luce dai recenti studi che hanno portato alla rivalutazione di materiali musicali inediti e ancora non classificati coerentemente, custoditi prevalentemente nel fondo dei Gesuiti di Napoli (poi trasferito a Roma) e tra le carte di familiari viventi o eredi di amici del Maestro. Il lavoro di sistemazione del fondo ha reso possibile nel 2020 la pubblicazione di un terzo volume di Mystica, contenente anche musica a carattere popolare e celebrativo, connessa alla devozione dei santi e ad aspetti importanti della vita comunitaria dell'Istituto Pontano o delle comunità parrocchiali campane e molisane frequentate dal Maestro.
Nel 2020 le edizioni Armelin accolgono la proposta di una pubblicazione postuma del volume Mystica. Parte terza – Inni, canzoni e mottetti, a cura di Candida Guida e Francesco Aliberti e Giovanni Lucibello. Della stessa operazione di recupero della musica di Guida, fa parte la nuova ristampa dei primi due volumi di Mystica e della cantata L'Italia a Dante, oltre al progetto di recupero e pubblicazione dell'intera opera omnia.

## Opere
Oratori
- Il Bellarmino
- Giuditta
- La redenzione di Cristo
- Le sette Parole di Cristo sulla croce
- Trilogia Sabauda, A Maria Cristina di Savoia

Cantate
- A Cristo Re (2)
- Alla Croce di Costantino
- L'Eroica “Impero”
- Giovanna D'Arco
- L'Italia a Dante
- Mater Auxliatrix
- Primavera Aloisiana
- Ai Santi Ignazio e Francesco Saverio
- Alla Vergine

Strumentale
- Alba, poemetto
- Invocazione alla Vergine, quartetto
- Reminiscenze, sinfonia per Orchestra
- Sonata per Violino e pianoforte

Opere Liriche
- Il Flaviano
- Primavera di un'anima
- Rolando e Isora

Romanze da Salotto
- Canti Greci: Inno alla Musa, Inno a Nemesi, Inno ad Apollo
- Canzonetta marina
- Carmen saeculare
- Chi amo? Amo le stelle!
- Derniere lettre
- Mai più
- Mamma dove sei tu
- Mistica
- Nenia Lunare
- Racconto dell'Orfanella
- Romanza Mistica
- Sera
- Vieni!
- Vieni con me

Raccolte di Canti Liturgici
- Mystica Canzoni alla Vergine, inni al Sacro Cuore
  - Il mio sogno d'oro
  - Saluto angelico
  - Mater amabilis
  - Refugium peccatorum
  - Fiori a Maria
  - O amabile Maria
  - Ave o radiante
  - Lodate Maria
  - La squilla della sera
  - Immacolata Vergine
  - Sei pura, sei pia
  - Fior soave
  - Il canto dell'usignolo
  - Un bel pensiero
  - Stella del mare
  - Campane d'oro
  - Guida la vela
  - Sussurro
  - Salve Regina
  - Ritorna maggio
  - Aurora
  - Regina
  - Vorrei Vederti
  - O bella mia speranza
  - Il Nome di Maria
  - All'Addolorata
  - Mater Puritatis
  - La Madonna di Pompei
  - Al Ciel!
  - Dolorosa
  - Gesù pace, Gesù Amore
  - Incontro a Gesù
  - Bel Bambino
  - Gesù Ostia
  - Noi ti vogliamo per Re
  - Rifugio
  - Sospiro
  - Inno dei Crociati
  - Venga il regno Tuo

- Mystica II Mottetti
  - O Esca viatorum
  - O sacrum Convivium
  - Panis angelicus
  - O quam suavis
  - Alma Redemptoris Mater
  - Memorare
  - Inviolata
  - O Santissima
  - O cor amoris victima
  - O Jesu me dulcissime
  - Padre nostro

- Mystica III Inni, mottetti, canzoni
  - Inni Popolari
  - A S. Cecilia
  - A S. Ciro
  - A S. Donato
  - Eucaristico
  - A S. Francesco de Geronimo
  - Per le Giornate Eucaristiche
  - A S. Giovanni Battista
  - A S. Maria a Chieia
  - A S. Maria della Libera
  - A S. Maria Visita Poveri
  - A S. Renato

- - Inni Liturgici
  - A Cristo Re
  - Gloria al martire invitto
  - A S. Luigi
  - Mater Auxiliatrix

- - Canzoni
  - Canto Missionario
  - Canzone alla Vergine
  - Ecco vengono i giorni
  - Maggio muore
  - O Tu che ai pascoli
  - Placa o Signor
  - Preghiera a Gesù Bambino
  - Preghiera per il Parroco
  - Salve Madre gentile
  - Salve Maria
  - Scena Lirica
  - Siatemi fulgida propizia stella
  - Voce di Dio che chiama

- - Mottetti
  - Ave Maria (2)
  - Domine non sum dignus
  - Ecce Sacerdos (2)
  - Laudate Pueri
  - Mater misericordie
  - O Salutaris Hostia (3)
  - Salve Regina
  - Spiritus Domini
  - Tantum ergo (5)
  - Tota Pulcra

- - Altri brani liturgici e brani di interesse storico
  - Christus-Miserere
  - Giaculatoria del mese Mariano (4)
  - Inno alla Bandiera
  - Inno a San Gennaro
  - Inno alla Madonna delle Grazie
  - Inno per la premiazione del collegio d'Abruzzo
  - Noi siam pronti a partire
  - Preghiera dei piccoli crociati
  - Sanctus-Benedictus